# Reginald Le Borg
Reginald Le Borg (* 11. Dezember 1902 in Wien als Reginald Grobel; † 25. März 1989 in Los Angeles) war ein österreichisch-US-amerikanischer Filmregisseur. Als Regisseur von „B-Movies“ der Universal Pictures (siehe Universal-Horror) war er in Hollywood über Jahrzehnte erfolgreich.
Reginald Le Borg drehte in seiner 30-jährigen Filmkarriere zwischen 1943 und 1973 44 Spielfilme sowie ab Ende der 1950er-Jahre rund 100 Episoden für Fernsehserien.

## Leben und Wirken

### Ausbildung und Bankierskarriere in Europa
Reginald Grobel wurde am 11. Dezember 1902 in Wien als Sohn eines wohlhabenden Bankiers geboren. Er studierte zunächst Musik, mit dem Ziel, Dirigent zu werden, nahm Schauspielunterricht und übte sich auch im Schreiben. Dem Wunsch seines Vaters nachgebend, studierte er dann in Wien politische Ökonomie um eines Tages seinem Vater im Bankgeschäft nachzufolgen. In Paris studierte er zudem auch Kunst und Literatur an der Sorbonne.
Anschließend trat er in das Bankgeschäft ein und vertrat seinen Vater in Paris. Am Schwarzen Donnerstag 1929 verlor sein Vater sein gesamtes Vermögen und Grobel hatte sich seinen Lebensunterhalt anderweitig zu verdienen. Er folgte seinen künstlerischen Neigungen und versuchte am Theater zu arbeiten und begann zu schreiben.

### Auswanderung und erste Beschäftigungen in Hollywood
1932 reiste er in die Vereinigten Staaten, wo er einen Bekannten aus Paris wieder traf, der mittlerweile Lektor bei einem Filmstudio in Hollywood war. Er versuchte daraufhin hier ebenfalls sein Glück und bekam eine erste Anstellung als Schreiber von Filmskripts für einen Autor. Bald kam er über Josef von Sternberg auch zu einigen Statisten-Rollen. Von Anfang an verfolgte er das Ziel, Regisseur zu werden. Dem kam er jedoch nur in kleinen Schritten näher. Als Künstlernamen wählte Grobel einfach die rückwärtige Schreibweise seines Nachnamens. Zwischenzeitlich gab der Opernkenner und mehrere Musikinstrumente spielende Le Borg Musikunterricht um sich finanziell über Wasser zu halten.
Mit Sängern studierte er Arien für Filmaufnahmen ein und drehte bald selbst Musik- und Opernszenen für andere Regisseure – dies war erstmals 1934 bei One Night of Love der Fall. Er bekam weitere Aufträge dieser Art und inszenierte Opernszenen und Musical-Nummern in Filmen wie The Melody Lingers On (1935), The Girl of the Golden West (1938), A Day at the Races (1937) und Intermezzo (1939). Doch auch diese Engagements brachten nur wenig Einkommen, weshalb Le Borg weiterhin andere Jobs ausübte. Eine Zeit lang war er persönlicher Assistent und Chauffeur von Regisseur Joe May – ein Emigrant aus Wien, der es in Hollywood zeit seines Lebens schwer hatte. Einträglicher war hingegen die Inszenierung von musikalischen Kurzfilmen, von denen die MGM-Produktion Swing Banditry (1936) der erste war. Es folgten weitere Ein- und Zweiakter für die MGM. Auch Soundies (Vorläufer der heutigen Musikvideos) und Kurzfilme für die Educational Pictures zählten zu seinen Beschäftigungen in Hollywood.
1937 wurde Le Borg US-Staatsbürger und engagierte sich während des Zweiten Weltkriegs gegen das nationalsozialistische Deutsche Reich. Er inszenierte Trainingsfilme für die US-Armee und Propagandafilme für das Office of War Information, wofür er später vom State Department geehrt wurde.
1941 wurde ihm endlich ein langfristiger Vertrag angeboten – er sollte für die Universal Pictures serienmäßig Musikkurzfilme herstellen – inklusive Assistenz bei Drehbuch, Schnitt und Nachbearbeitung. Er erhielt dafür anfangs 150 Dollar pro Woche, ab 1942 250 Dollar bei garantierter Mindestbeschäftigung von 40 Wochen und Aussicht auf die Inszenierung eines Spielfilms. Bis 1943 drehte Le Borg in jeweils drei bis fünf Tagen 20 solcher Kurzfilme, die in Kinos im Beiprogramm gezeigt wurden.

### ErfolgreicheB-Movie-Regiekarriere
Universal war mit Le Borgs Musikkurzfilmen zufrieden und bot ihm 1943 einen Sechs-Jahres-Vertrag als „contract-director“ (Vertragsregisseur) an. Le Borgs erster Spielfilm entstand noch im selben Jahr: die musikalische Komödie She's for Me – gedreht innerhalb sechs Tagen. Der Film verfügte über ein Budget von 100.000 US-Dollar und spielte rund das Doppelte ein. Sein nächster Film, Calling Mr. Death, war nicht nur ebenfalls erfolgreich, sondern brachte ihm auch den Ruf eines „Horror-Spezialisten“ ein.
1944 gewann der von ihm 1937 für MGM geschriebener Musikfilm Heavenly Music (1943) den Oscar als Bester Zweiakter. Der Film wurde zwar als Gesamtwerk und nicht speziell für das Drehbuch ausgezeichnet, doch veranlasste es Universal, Le Borg einen größeren Film anzubieten. Es wurde die teuerste Produktion, die er je inszenierte: San Diego, I Love You (1944) mit Buster Keaton in der Hauptrolle kostete 459.000 Dollar und spielte 836.000 Dollar ein. Die Filmkritiken waren äußerst positiv. Seine Hoffnungen auf Nachfolgeprojekte dieses oder noch größeren Kalibers erfüllten sich jedoch nicht.
Le Borg hielt sich als Vertragsregisseur – notgedrungen, da er sich nicht Sanktionen wie dreimonatiges Drehverbot samt Gehaltsaussetzung leisten konnte – stets strikt an Drehbuch, Budget und Drehplan und erwarb sich den Ruf, schnell, präzise und pünktlich zu arbeiten. Dafür hatte er häufig Serienproduktionen auszuführen, wie den Inner Sanctum Mysteries oder The Mummy's Ghost – das Studio dachte nicht daran, Le Borg A-Filme inszenieren zu lassen. Seine Bemühungen, dem B-Movie-Fach zu entkommen, blieben letztendlich erfolglos. Zu korrekt hielt er sich an Vorgaben und steckte seine eigenen Ansprüche zurück.
1945 erkannte Le Borg die perspektivenlose Situation bei Universal und trennte sich nach zehn Filmen in nur zwei Jahren von der Gesellschaft. Doch blieb der erhoffte Erfolg aus, da nach Kriegsende die Filmproduktion abflaute und er als freischaffender Regisseur nur schwer an Aufträge kam. Er arbeitete für noch billige Produktionen von Gesellschaften der sogenannten Poverty Row.
Erst ab den 1950er-Jahren inszenierte er wieder B-Movies für die großen Gesellschaften wie Universal oder Columbia Pictures. Mit The Black Sleep, einem der letzten Filme Bela Lugosis, gelang ihm einer seiner größten kommerziellen Erfolge. Die Folge waren weitere Aufträge für Horrorfilme. Ende der 1950er bekam Le Borg schließlich auch Aufträge für Western-Filme. In War Drums (1957) ergriff er deutlich Partei für die Indianer und stellte ihr Leben für einen Western ungewöhnlich detailliert und realistisch dar. Auch in The Dalton Girls (1957) engagierte sich Le Borg Partei für die Unterprivilegierten, indem er deutlich machte, dass die Dalton-Schwestern in ein Leben als Banditinnen gedrängt wurden, als deren einzige Möglichkeit, in Freiheit und Würde zu leben.

### Karriere als Fernsehregisseur
Mit dem Siegeszug des Fernsehens in den 50er-Jahren bekam Le Borg aufgrund seines Renommees als schneller und genauer Regisseur bald zahlreiche Angebote von TV-Produzenten. Bis in die 60er-Jahre inszenierte er rund 100 Serienepisoden.

### Privates
Le Borg heiratete 1945 Delores Keith Ferguson und sie bekamen 1949 die Tochter Regina Maria. Später war er Witwer.
Im Laufe des Jahres 1986 dreht der Filmemacher Hans Jörg Weyhmüller ein 43-minütigen Porträt mit Le Borg und seiner Tochter für den Bayerischen Rundfunk, welches dort am 13. Dezember 1987 als Reginald Le Borg - Man nannte mich den Alleskönner erstmals ausgestrahlt wurde. In dem Film gab Le Borg u. a. zu, die deutsche Sprache nach so vielen Jahren im Exil verlernt zu haben. Die Musik zur Dokumentation spielte Le Borg selbst auf seinem Klavier ein.
Reginald Le Borg starb 1989 auf dem Weg zu einer Feier der Academy of Family Films and Family Television, die ihm für sein Lebenswerk den Lifetime Achievement Award verleihen wollte, an einem Herzinfarkt. Seine Asche wurde später im Pazik verstreut.

## Filmografie
Musikalische Kurzfilme (Auswahl):
- 1936: Swing Banditry
- 1936: A Girl's Best Years
- 1941: Shadows in Swing
- 1941: Jingle Bells / Snowtime Serenade
- 1942: Gay Nineties
- 1942: Merry Madcaps
- 1942: Tune Time
- 1942: Jivin' Jam Session
- 1942: Swing's the Thing
- 1943: Hit June Jamboree
- 1943: Russian Revels

Spielfilme (Auswahl):
- 1943: She's for Me
- 1943: Calling Dr. Death
- 1944: Das Geheimnis des Dr. Fletcher (Jungle Woman)
- 1944: The Mummy's Ghost
- 1944: San Diego, ich liebe dich (San Diego, I Love You)
- 1944: Dead Man’s Eyes
- 1944: Destiny
- 1945: Honeymoon Ahead
- 1946: Skandal im Sportpalast (Joe Palooka, Champ)
- 1946: Susie Steps Out
- 1947: Fall Guy
- 1947: The Adventures of Don Coyote
- 1947: Joe Palooka in the Knockout
- 1948: Joe Palooka in Fighting Mad
- 1948: Port Said
- 1948: Joe Palooka in Winner Take All
- 1949: Fighting Fools
- 1950: Young Daniel Boone
- 1950: Gefährliche Mission (Wyoming Mail)
- 1951: G.I. Jane
- 1952: Models Inc.
- 1953: The Flanagan Boy
- 1953: Teufel in Blond (Bad Blonde/The Flanagan Boy)
- 1953: Sins of Jezebel
- 1954: The White Orchid
- 1956: Die Schreckenskammer des Dr. Thosti (The Black Sleep)
- 1957: Voodoo Island
- 1957: Rebell der roten Berge (War Drums)
- 1957: Flintenweiber (The Dalton Girls)
- 1961: The Flight that Disappeared
- 1962: Deadly Duo
- 1963: Tagebuch eines Mörders (Diary of a Madman)
- 1964: The Eyes of Annie Jones
- 1965: House of the Black Death
- 1966: The Mummy's Ghost
- 1974: So evil, my Sister

Hinzu kommen ab 1953 zahlreiche Episoden von amerikanischen Fernsehserien.